# Книжка року 2015
До XVII рейтингового дослідження "Книжка року-2015" потрапили книжки, видані від грудня 2014 до грудня 2015 року українськими видавцями самостійно або у співпраці з іноземними партнерами. Весь асортимент оцінюється у семи номінаціях, кожна з яких ділиться на підномінації. В семи тематичних номінаціях було оцінено 1022 видання.
"Гран-прі XVII Всеукраїнського рейтингу "Книжка року-2015" визначається шляхом персонального голосування усіх експертів за коротким списком із 10-ти претендентів, укладеним з книжок, які набрали найбільшу кількість балів під час експертного опитування. Цьогорічним переможцем стало видання "Князі Острозькі" видавництва "Балтія-Друк", - сказав Костянтин Родик.
| Номінація            | Категорія | Автор                            | Назва | Видавництво                                         | Результат |
| -------------------- | --- | -------------------------------- | --- | --------------------------------------------------- | --------- |
| "Красне письменство" | Сучасна українська проза / есеїстика / драматургія (номінували 63 видання)                                                                         | Олег Лишега                      | Старе золото. Серія «Приватна колекція» | Л.: Піраміда                                        | Перемога  |
| "Красне письменство" | Жанрова література (детектив / пригоди / фантастика / любовний роман / історичний роман / молодіжна проза / автобіографії) (номінували 81 видання) | Юрій Винничук                    | Аптекар | Х.: Фоліо                                           | Перемога  |
| "Красне письменство" | Зарубіжна проза / есеїстика / драматургія (номінували 81 видання)                                                                                  | Яцек Денель                      | Сатурн. Чорні картини з життя чоловіків родини Гойя | К.: Комора                                          | Перемога  |
| "Красне письменство" | Поезія / афористика (номінували 74 видання) | Грицько Чубай                    | Збірка «Марія» | Дрогобич: Коло                                      | Перемога  |
| "Хрестоматія"        | Художня класика (номінували 52 видання) | Джеймс Джойс                     | Улісс. Серія «Майстри світової прози» | К.: Видавництво Жупанського                         | Перемога  |
| "Хрестоматія"        | Життєписи (номінували 24 видання) | Євген Сверстюк                   | На полі честі. Книга 1: Невже то я?; Книга 2: Наш сучасник Євген Сверстюк.                                                                                 | К.: Кліо                                            | Перемога  |
| "Хрестоматія"        | Літературознавство / критика (номінували 42 видання)                                                                                               | Юрій Ковалів                     | Історія української літератури. Кінець XX – початок XXI ст. У десяти томах. Том четвертий: У сподіваннях і трагічних зламах. Серія «Альма- матер»          | К.: Академія                                        | Перемога  |
| "Софія"              | Зарубіжна гуманітаристика (номінували 29 видань)                                                                                                   |                                  | Історія європейської цивілізації. Рим. | Х.: Фоліо                                           | Перемога  |
| "Софія"              | Українська гуманітаристика (номінували 26 видань)                                                                                                  | Володимир Єрмоленко              | Далекі близькі. Есеї з філософії та літератури | Л.: Видавництво Старого Лева                        | Перемога  |
| "Минувшина"          | Популярні видання / історична белетристика (номінували 35 видань)                                                                                  | Валентина Шандра                 | Донеччина: адміністративно-териториальний і відомчий поділ (кінець XVIII – початок XX ст.). Збірка о Донеччині та Луганщині                                | К.: Інститут історії України                        | Перемога  |
| "Минувшина"          | Популярні видання / історична белетристика (номінували 35 видань)                                                                                  | Василь Марочко                   | Голодомор 1932-1933 років на Донбасі. Збірка о Донеччині та Луганщині                                                                                      | К.: Інститут історії України                        | Перемога  |
| "Минувшина"          | Популярні видання / історична белетристика (номінували 35 видань)                                                                                  | Владимир Головко                 | Олигархи из города роз. Становление и развитие крупного капитала Донбасса (1991–2014). Збірка о Донеччині та Луганщині                                     | К.: Інститут історії України                        | Перемога  |
| "Минувшина"          | Популярні видання / історична белетристика (номінували 35 видань)                                                                                  | Володимир Молчанов               | Донбасс у системі соціально-демографічних та економічних процесів (ХІХ – початок XX ст.). Збірка о Донеччині та Луганщині                                  | К.: Інститут історії України                        | Перемога  |
| "Минувшина"          | Популярні видання / історична белетристика (номінували 35 видань)                                                                                  | Георгій Папакін                  | Донбас на «чорній дошці»: 1932-1933.Збірка о Донеччині та Луганщині                                                                                        | К.: Інститут історії України                        | Перемога  |
| "Минувшина"          | Популярні видання / історична белетристика (номінували 35 видань)                                                                                  | Іван Дзюба                       | Донецька рана України: історико-культурологічні есеї. Збірка о Донеччині та Луганщині                                                                      | К.: Інститут історії України                        | Перемога  |
| "Минувшина"          | Популярні видання / історична белетристика (номінували 35 видань)                                                                                  | Лариса Якубова                   | Етнонаціональна історія Донбасу: тенденції, суперечності, перспективи в світлі сучасного етапу українського націєтворення. Збірка о Донеччині та Луганщині | К.: Інститут історії України                        | Перемога  |
| "Минувшина"          | Популярні видання / історична белетристика (номінували 35 видань)                                                                                  | Олександр Донік                  | З історії індустріального освоєння Донбасу (ХІХ – початок XX ст.). Збірка о Донеччині та Луганщині                                                         | К.: Інститут історії України                        | Перемога  |
| "Минувшина"          | Популярні видання / історична белетристика (номінували 35 видань)                                                                                  | Павло Усенко                     | Маріуполь: грецьке забарвлення українського Надазов’я (кінець XVIII – початок XX ст.). Збірка о Донеччині та Луганщині                                     | К.: Інститут історії України                        | Перемога  |
| "Минувшина"          | Популярні видання / історична белетристика (номінували 35 видань)                                                                                  | Руслан Пиріг                     | Донбас у складі Української гетьманської держави (травень – листопад 1918 року). Збірка о Донеччині та Луганщині                                           | К.: Інститут історії України                        | Перемога  |
| "Минувшина"          | Популярні видання / історична белетристика (номінували 35 видань)                                                                                  | Станіслав Кульчицький            | Радянська індустріалізація на Донбасі: 1926–1938. Збірка о Донеччині та Луганщині                                                                          | К.: Інститут історії України                        | Перемога  |
| "Минувшина"          | Популярні видання / історична белетристика (номінували 35 видань)                                                                                  | Тарас ЧУХЛІБ                     | Донеччина та Луганщина – козацькі землі України (XVI–XVIII ст.). Збірка о Донеччині та Луганщині                                                           | К.: Інститут історії України                        | Перемога  |
| "Минувшина"          | Популярні видання / історична белетристика (номінували 35 видань)                                                                                  | Федір Турченко, Галина Турченко  | Проект «Новоросія» і новітня російсько-українська війна". Збірка о Донеччині та Луганщині                                                                  | К.: Інститут історії України                        | Перемога  |
| "Минувшина"          | Популярні видання / історична белетристика (номінували 35 видань)                                                                                  | Ярослава Верменич                | Донбас як порубіжний регіон: територіальний вимір. Серія «Студії з регіональної історії: Степова Україна». Збірка о Донеччині та Луганщині                 | К.: Інститут історії України                        | Перемога  |
| "Минувшина"          | Дослідження / документи (номінували 46 видань) | Оля Гнатюк                       | Відвага і страх. Серія «Бібліотека спротиву. Бібліотека надії»                                                                                             | К.: Дух і Літера                                    | Перемога  |
| "Минувшина"          | Біографії / мемуари (номінували 35 видань) |                                  | Князі Острозькі | К.: Балтія-Друк                                     | Перемога  |
| "Обрії"              | Науково-популярна література (номінували 40 видань)                                                                                                | Тоні Вагнер                      | Створення інноваторів. Як виховати молодь, яка змінить світ.                                                                                               | К.: FUND                                            | Перемога  |
| "Обрії"              | Українська публіцистика / сучасні мемуари (номінували 69 видань)                                                                                   | Володимир Федорин                | Гудбай, імперіє: Розмови з Кахою Бендукідзе | Л.: Видавництво Старого Лева                        | Перемога  |
| "Обрії"              | Спеціальна література (номінували 50 видань) | Вольф Шнайдер, Пауль-Йозеф Рауле | Новий посібник з журналістики та онлайн-журналістики | К.: Центр вільної преси, Академія української преси | Перемога  |
| «Дитяче свято»       | Книжки для малечі (до 7 років) | Роман Романишин, Андрій Лесів    | Війна, що змінила Рондо | Л.: Видавництво Старого Лева                        | Перемога  |
| «Дитяче свято»       | Твори для школярів молодших і середніх класів | Антуан де Сент-Екзюпері          | Маленький принц | К.: А-БА-БА-ГА-ЛА-МА-ГА                             | Перемога  |
| «Дитяче свято»       | Підліткова та юнацька література | Іван Нечуй-Левицький             | Кайдашева сім’я | К.: Основи                                          | Перемога  |
| «Дитяче свято»       | Пізнавальна книга | Галина Терещук, Оксана Думанська | Шептицький від А до Я. Серія «Дитячі освітні книжки» | Л.: Видавництво Старого Лева                        | Перемога  |
|                      | |                                  | |                                                     |           |